# 哈瓦納 (堪薩斯州)
哈瓦納（英語：Havana）是一個位於美國堪薩斯州蒙哥馬利縣的城市。

## 地方資料
根據2020年美國人口普查的數據，哈瓦納的面積為0.41平方千米，當中陸地面積為0.41平方千米，而水域面積為0.00平方千米。當地共有人口84人，而人口密度為每平方千米204.88人。